# Corso Umberto I

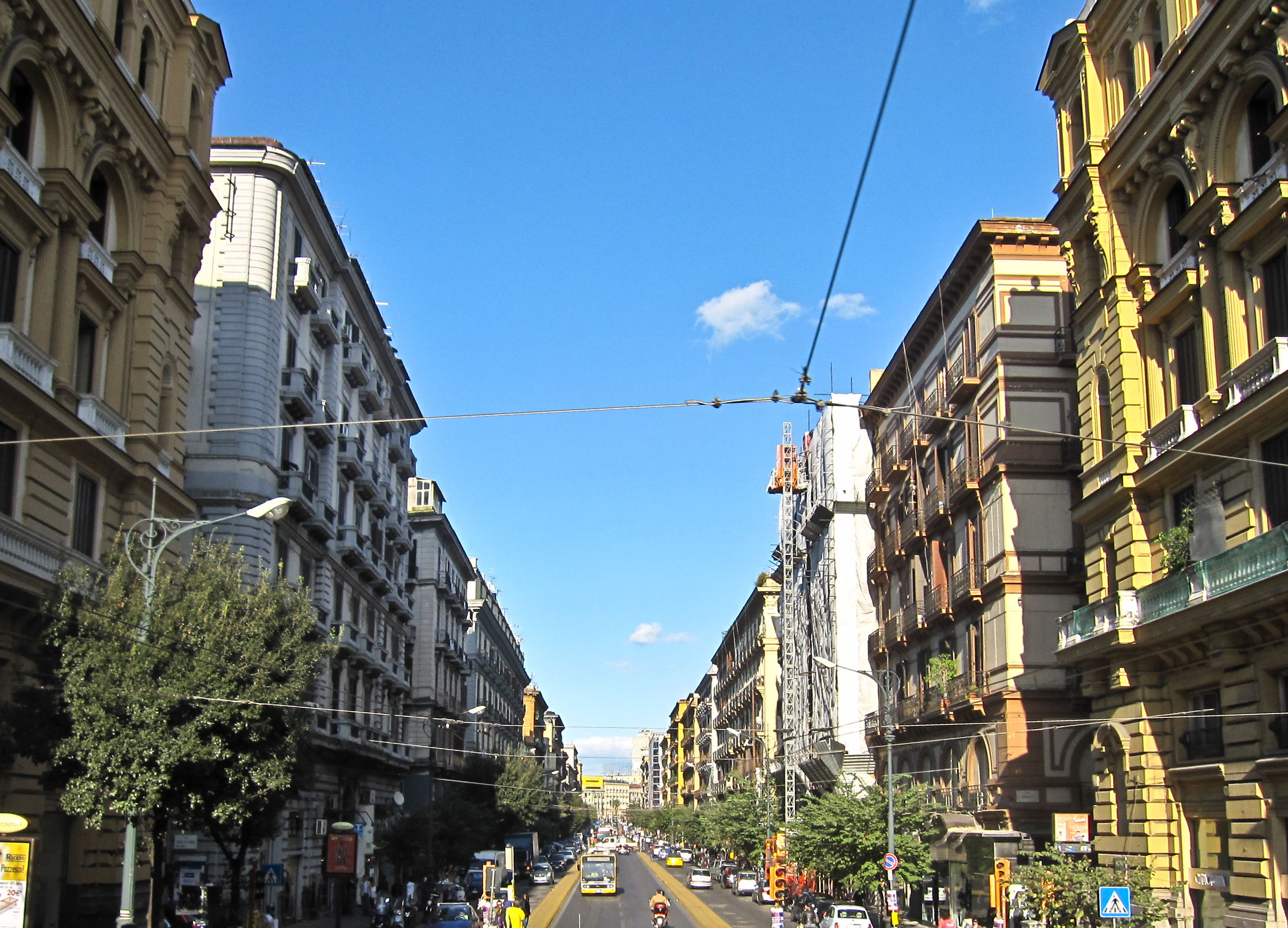
El Corso Umberto I hacia la Piazza Garibaldi.

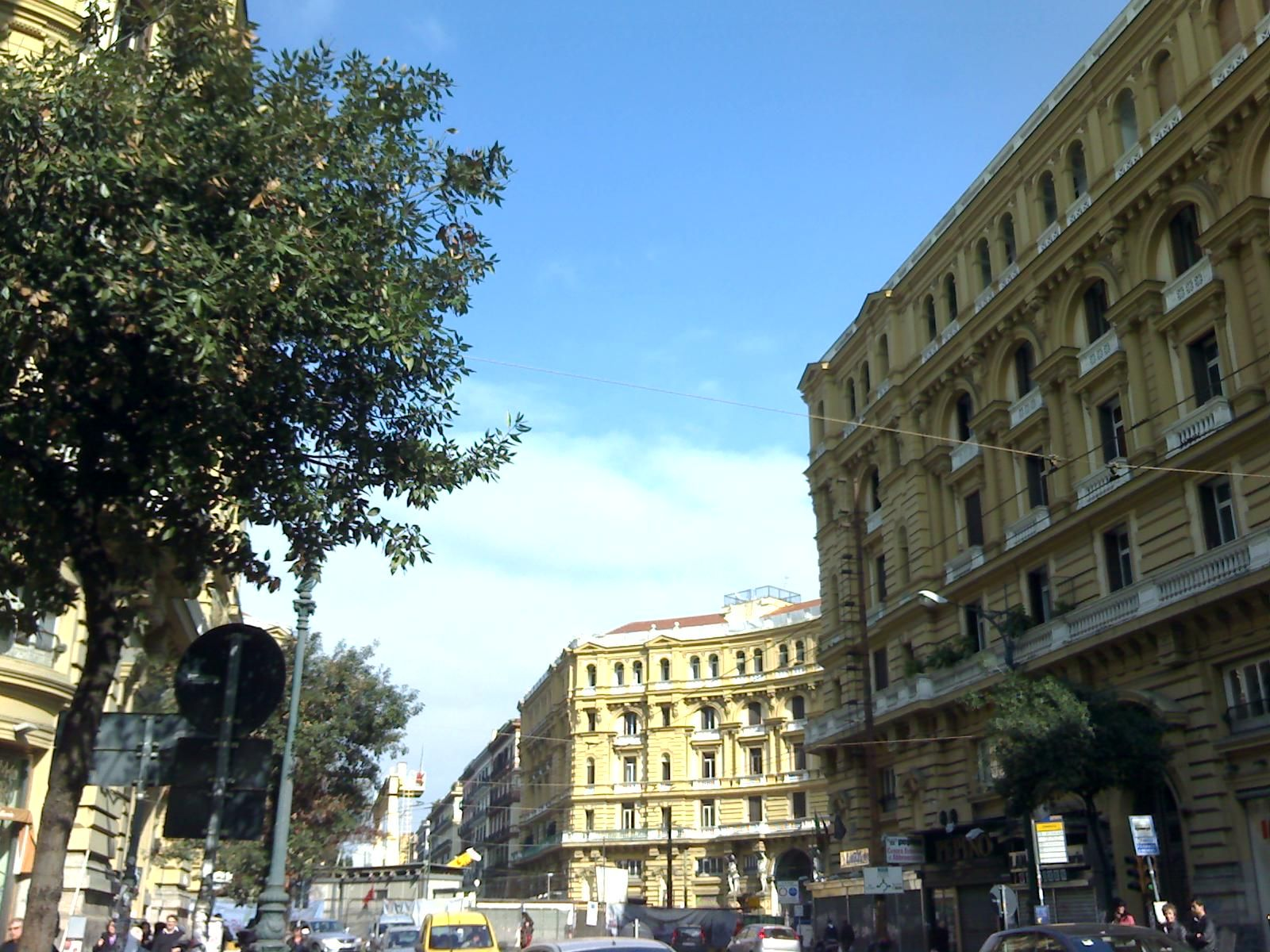
El Corso Umberto I hacia la piazza Nicola Amore.

El Corso Umberto I (también conocido como Rettifilo) es una de las calles históricas más recientes de Nápoles, Italia y, con 1,3 km de longitud, constituye una arteria fundamental que une el centro de la ciudad con la estación central.
La calle comienza en la Piazza Giovanni Bovio (antiguamente Piazza della Borsa) y continúa recto hasta la Piazza Garibaldi, donde se encuentra la estación central (de hecho antiguamente se llamaba Piazza della Ferrovia), atravesando la Piazza Nicola Amore, que lleva el nombre del alcalde que fue artífice del risanamento.

## Historia
Se construyó en la época umbertina durante las obras del llamado risanamento, según el cual se demolieron barrios enteros y se derribaron edificios, también de gran valor artístico o religioso, para hacer lugar a modernos palacios construidos usando la toba extraída de las minas de Soccavo, Pianura, Chiaiano y Miano.
Esto sucedió inmediatamente después del brote del cólera que mató a miles de personas en la ciudad y del cual se culpaba a la estructura urbanística precedente, compuesta por callejones estrechos, poco aireados y poco soleados, en los cuales se amontonaban, frecuentemente uno sobre el otro, edificios de viviendas populares desprovistos de cualquier comodidad y servicio, donde los habitantes vivían en decenas en apartamentos con una o dos habitaciones. 
La calle se edificó a finales del siglo XIX según los estilos arquitectónicos de la época, y fue inaugurada en 1894. En 1897 el consejo comunal decidió que la calle se llamara Corso Re d'Italia, como ya ordenó un decreto emitido en 1891 por el comisario real Giuseppe Saredo que regulaba la nueva toponimia. El nombre de la calle cambiaría después a favor de Umberto I.
Según muchas críticas, la calle, que debería de haber representado la nueva Nápoles en la Italia unificada, no fue sino el símbolo de la hipocresía y solo cubría las vergüenzas de los barrios populares, que persistían detrás de las fachadas de los bellos palacios de nueva construcción, a costa de la destrucción de una gran cantidad de edificios históricos de gran importancia artística.

## Descripción

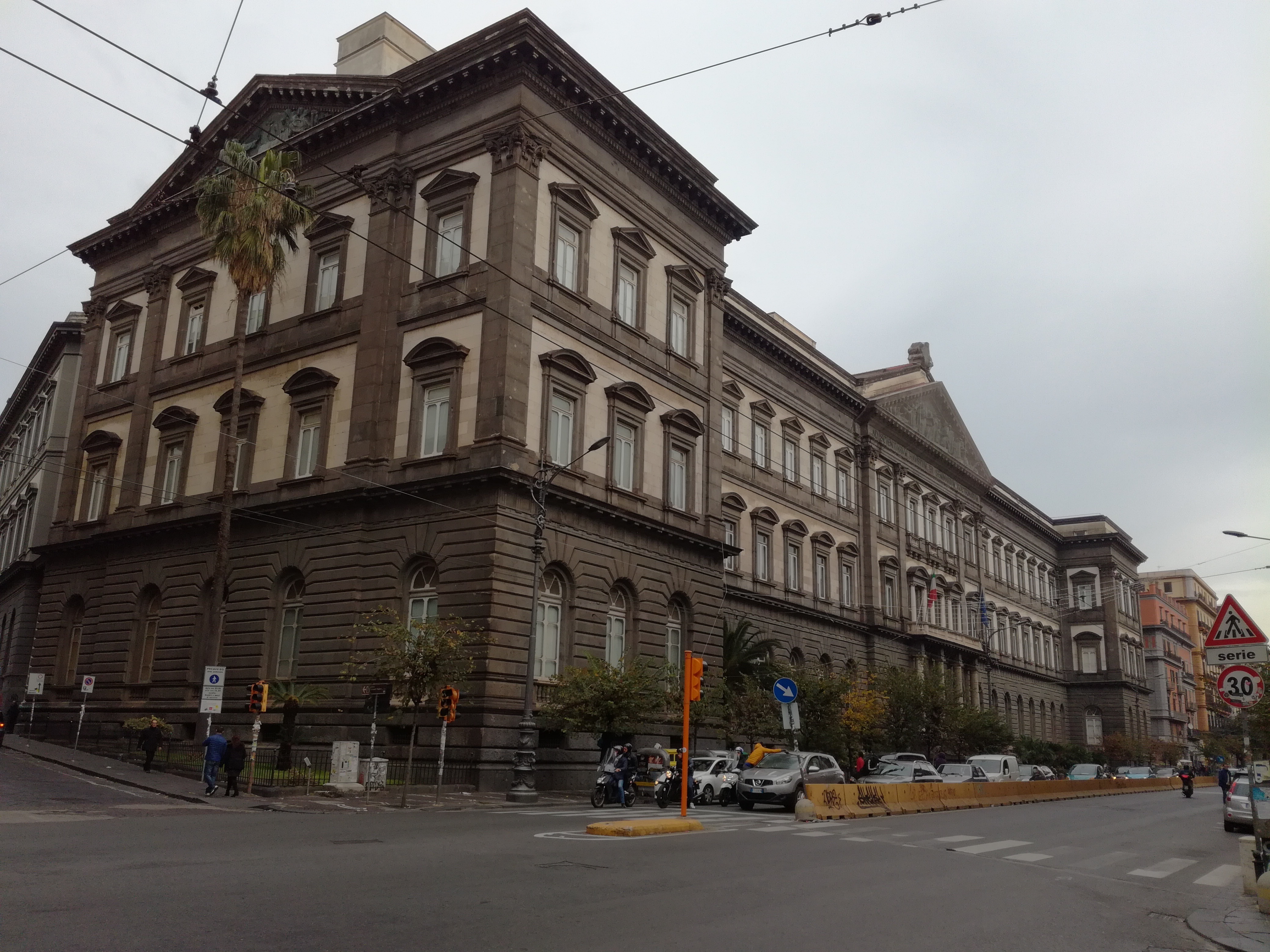
Sede central de la Universidad Federico II.

Después de la Piazza Bovio el primer edificio importante es la Iglesia de San Pedro Mártir, de época angevina, pero remodelada más veces en estilo barroco, ubicada en la Piazza Ruggiero Bonghi, donde está también la estatua de este conocido político del siglo XIX, realizada en 1900 por Enrico Mossuti. Cerca de esta plaza la calle se cruza con la Via Mezzocannone, la calle de la Universidad.

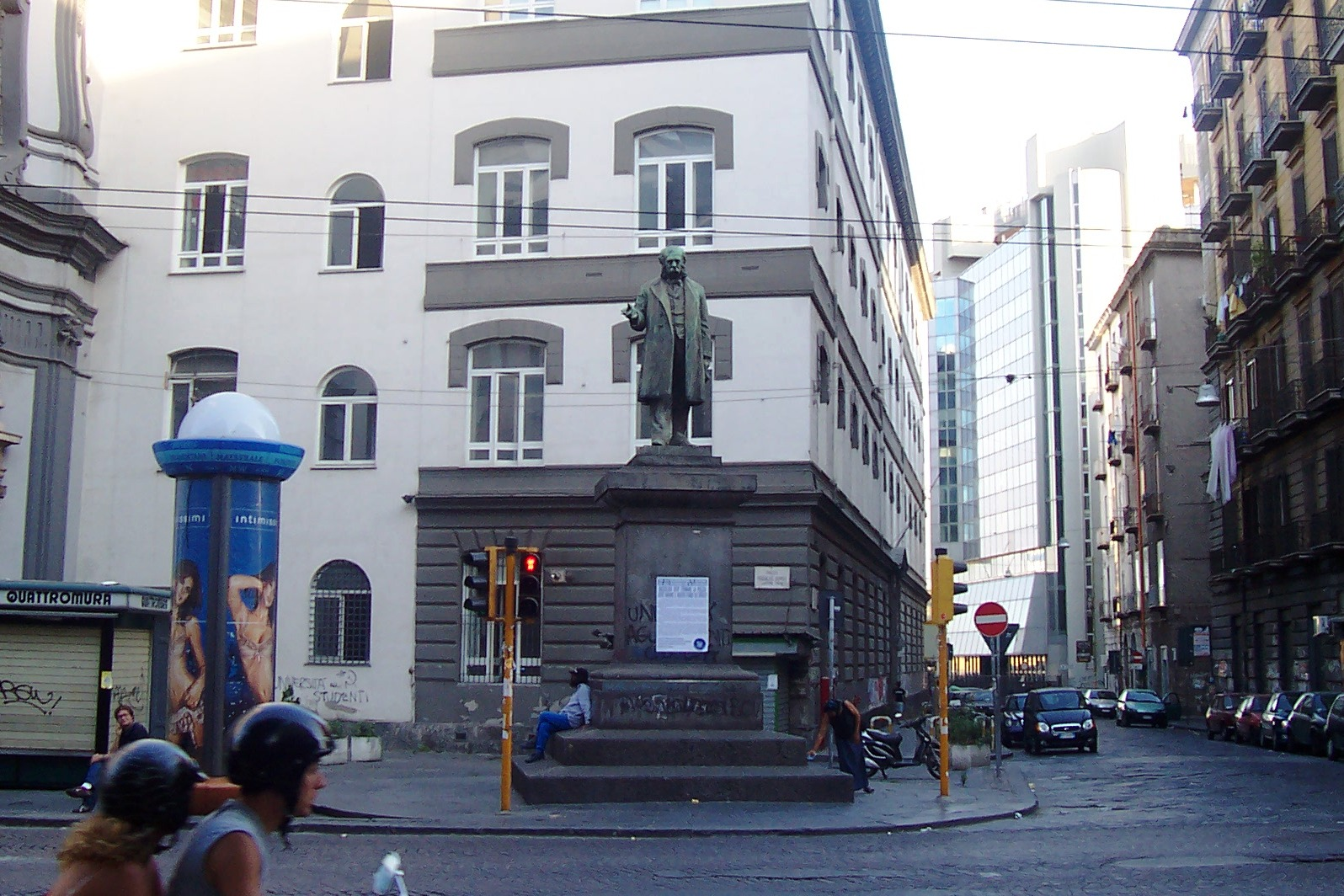
La estatua de Ruggiero Bonghi.

Pasada esta calle, a la izquierda está el majestuoso Edificio de la Universidad Federico II de Nápoles, que tiene una fachada ecléctica.
Posteriormente, a la derecha se abre el Borgo Orefici, llamado así por la presencia todavía hoy de numerosas tiendas de orfebrería de gran calidad, que se caracteriza por un intrincado laberinto de calles que descienden a la Via Marina.
En el cruce con la via Duomo está situada la Piazza Nicola Amore, la única gran plaza que se encuentra en el recorrido. En los alrededores, pasada la plaza, está a la izquierda la Iglesia de San Agustín de la Ceca y el barrio de Forcella, mientras que a la derecha está la zona de piazza del Mercato.
A la izquierda de la calle está la Iglesia de Santa Maria Egiziaca a Forcella, cerca de la cual se eleva la basilica della Santissima Annunziata Maggiore con el hospital anexo. Antes de llegar a la Piazza Garibaldi, también a la izquierda está una de las entradas a la basilica di San Pietro ad Aram.